# Casa dos Arautos
Casa dos Arautos (em latim: Domus Praeconum) é um edifícios da era severiana e um anexo do Palácio de Domiciano, localizado no monte Palatino, em Roma, entre o Pedagógio e o Circo Máximo.
Trata-se de um edifício orientado de maneira ligeiramente diversa do Pedagógio, um pouco mais acima, e organizado em torno de um pequeno pátio retangular circundado por um pórtico de pilares; do lado norte estão três ambientes cobertos por abóbadas, um central, maior, e dois laterais, que provavelmente tinham um segundo andar.
O edifício, que provavelmente era a casa dos arautos, se destacava por suas pinturas e mosaicos (hoje no Antiquário Palatino) e construído na época severiana. Destaca-se um mosaico com arautos que deram origem à hipótese da utilização do edifício, confirmada também por uma inscrição que fala dos "núncios circos" (nuntii circi) que, munidos de faixas e estandartes, precediam os cortejos no vizinho Circo Máximo.